# Retrato de la infanta María Ana de Austria
El Retrato de la infanta María Ana de Austria es un cuadro del artista español Felipe Diricksen, pintado al óleo sobre lienzo y fechado en 1630, aunque debió ser comenzado en 1629. Representa a la infanta María Ana de Austria, hija del rey Felipe III de España y futura emperatriz del Sacro Imperio Romano Germánico. El cuadro se conserva en la actualidad en el Portland Art Museum (Oregón, Estados Unidos).

## Historia
El cuadro retrata a la infanta María Ana (1606-1646), conocida habitualmente como la infanta María, hermana del rey Felipe IV de España. Tras el fracaso, por cuestiones religiosas, de unas negociaciones matrimoniales con el entonces Príncipe de Gales (futuro rey Carlos I de Inglaterra), la infanta acabó comprometida con Fernando de Habsburgo, hijo y heredero del emperador Fernando II del Sacro Imperio Romano Germánico. Se casaron el 20 de febrero de 1631, y fueron coronados emperadores en 1637, a la muerte de Fernando II. El retrato de la infanta fue realizado justo antes de marchar hacia Viena para contraer matrimonio con su prometido.
Por aquellas fechas Velázquez ya había hecho su aparición en Madrid, obteniendo con rapidez el cargo de pintor del rey (1623) y posteriormente el de pintor de cámara del rey (1628), es decir, el puesto de pintor oficial que tenía la responsabilidad de realizar los retratos reales. No obstante, Velázquez obtuvo una licencia para desplazarse a Italia, realizando su primer viaje a ese país entre 1629 y 1630. Parece probable que el retrato de la infanta María Ana fuera realizado por Felipe Diriksen a causa de la ausencia de Velázquez. Diriksen no era un desconocido en la corte: ya había tenido la ocasión de probar su talento como retratista en 1620, cuando retrató al propio Felipe III vestido con el traje que utilizó en Lisboa en 1619, para su jura como príncipe heredero de Portugal. Diriksen estuvo a la altura de la ocasión con el encargo del retrato de la infanta, pintando su mejor obra.
La obra está firmada y fechada en 1630, a pesar de lo cual debió de haberse comenzado en 1629, pues el 8 de enero de 1630 la infanta se encontraba ya en Zaragoza en su camino hacia Viena. La figura, sin duda del natural, debió empezarse en 1629, acabándose el conjunto, con el ropaje y el fondo, en 1630. Las mangas del vestido no están completamente terminadas: falta acabar por completo la parte abierta o perdida de estas.
El lienzo perteneció en el siglo XIX a la colección de Valentín Carderera, y en el siglo XX a la de José Fluxá, en Madrid. Finalmente, fue comprado por el Portland Art Museum, en cuya sede se exhibe en la actualidad.

## Análisis de la obra

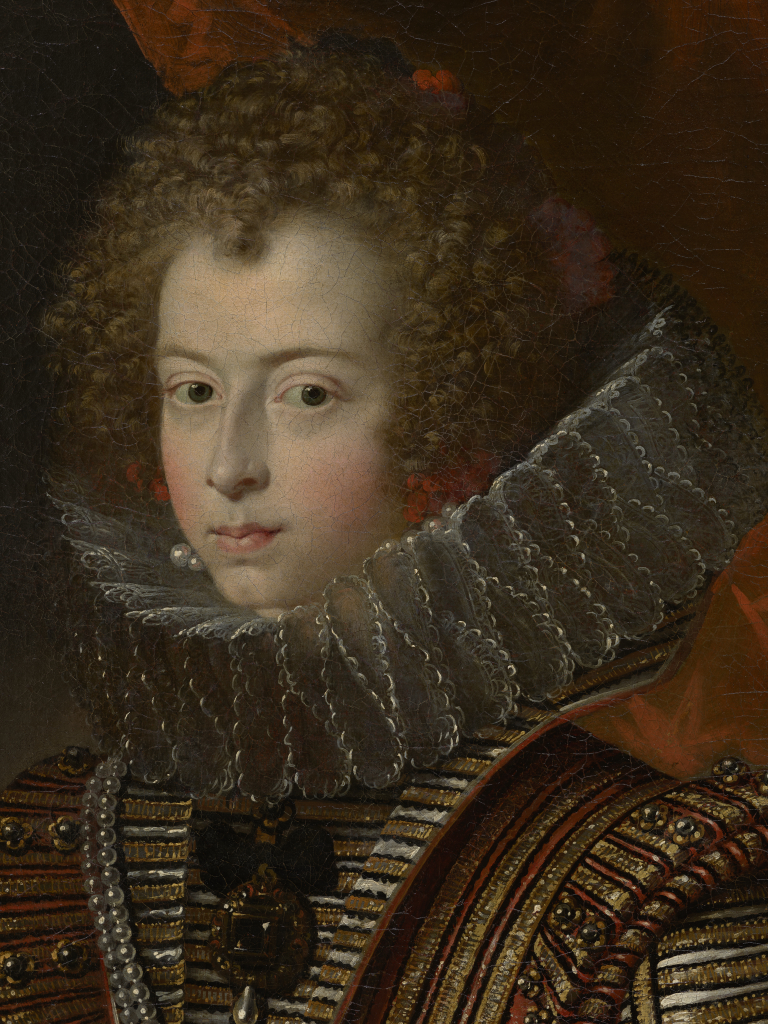
Detalle del rostro de la infanta

El retrato de la infanta María Ana de Austria resulta arquetípico dentro de la tipología de los retratos femeninos de la realeza de la España de la época. No eran simples recuerdos familiares o testimonios históricos sino que implicaban una lectura política que no se podía ignorar. Proporcionaban la imagen que de sus miembros se tenía, dentro y fuera de la monarquía, constituyendo imágenes del poder. Colgaban en lugar destacado en los salones más representativos de los palacios, pero también se enviaban al extranjero como obsequios diplomáticos y como instrumentos de política matrimonial. Habitualmente se trataba de representaciones de cuerpo entero, un gran formato acorde con el rango de los retratados, aunque en ambientes sobrios, y normalmente apoyados sobre un bufete, una silla o un perro situado junto a ellos, buscando un efecto de solemnidad. La expresión del rostro debía ser serena, frecuentemente distante, para transmitir una idea de dignidad y elegancia acorde con su estatus.
En los hombres fue frecuente el uso de ropa de color negro, pero en el caso de las mujeres la variedad en el ropaje y los complementos era muy grande. En el caso del retrato de la infanta María Ana se muestra al espectador una sinfonía en rojo conseguida mediante la armonía entre los colores y tonos del traje (de satén rojo cereza tachonado de gemas y bordado con hilo de oro y plata), la cortina, el fondo y el terciopelo de la silla.
Valentín Carderera, pintor de cámara de la reina Isabel II, erudito, coleccionista de arte y propietario del cuadro en el siglo XIX, hizo la siguiente descripción de la obra:

Lleva gorguera grandecita: el vestido, encarnado, sembrado de flores, vareteado con seis líneas de galones, todo de oro: el corpiño tiene solapas de tela listada de plata, oro y negro, igual a la de las mangas. Sobre el pecho cae un joyel de pedrería: de la misma riqueza es la cintura. Cruza una banda de perlas desde el hombro derecho. Apoya sobre una silla su mano derecha; en la izquierda tiene un pañuelo.

El vestido está compuesto por dos elementos principales que definieron el estilo español, de gran influencia entonces: el busque y el verdugado. El busque o busk (cartón de pecho) era un corpiño con costillas rígidas que encorsetaba la cintura y aplanaba el pecho para mantener un frente rígido. El verdugado era un tipo de saya (precedente de la falda) sostenido por un armazón de aros de diámetro creciente en sentido inferior, que creaba un cuerpo cónico. El retrato de la infanta muestra la marca de uno de los aros en la parte inferior de la falda.
Su vestuario se complementa con un abundante uso de joyería. Además de llevar cinco sortijas en sus manos, una banda doble de perlas, gemas e hilos de oro y plata, la princesa luce las más importantes joyas de la monarquía española: un gran diamante azul conocido como El Estanque, y una perla de gran tamaño en forma de lágrima o pera, llamada La Peregrina  (que en español de la época quería decir «inusual», «excepcional» o «fuera de lo común»). Ambas piezas, lucidas juntas habitualmente en forma de broche, formaban una de las joyas más famosas de los siglos XVI y XVII en Europa: el llamado Joyel Rico de los Austrias. No obstante, no aparece junto a la infanta ninguna corona, ya que se consideraba que la propia infanta en ella misma ya comunicaba un sentido innato de majestad.